# Daesiella pluridens
Genre
Espèce

Daesiella pluridens, unique représentant du genre Daesiella, est une espèce de solifuges de la famille des Melanoblossiidae.

## Distribution
Cette espèce est endémique de Namibie.

## Description
Le mâle holotype mesure 7 mm.

## Publication originale
- Hewitt, 1934 :  On several solifuges, scorpions, and trap-door spiders from South West Africa. Annals of the Transvaal Museum, vol. 15, p. 401–412.